# Jackson Kreuser
Jackson Rocky Kreuser (White Bear Lake, 5 marzo 1999) è un cestista statunitense.